# Księga zasłużonych dla województwa krośnieńskiego
Księga zasłużonych dla województwa krośnieńskiego – wyróżnienie przyznawane w okresie Polskiej Rzeczypospolitej Ludowej w województwie krośnieńskim.

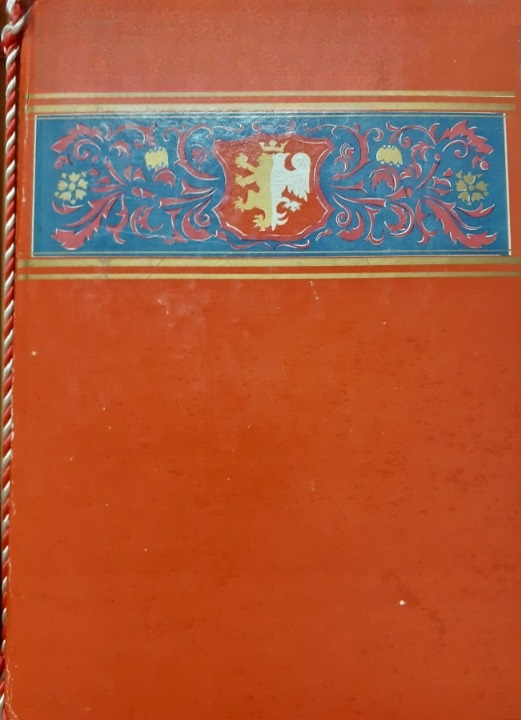
Legitymacja potwierdzająca wpis do Księgi zasłużonych dla województwa krośnieńskiego, przyznana Aleksandrowi Rybickiemu w 1983

Uroczystość wpisu do księgi odbywała się w przeddzień Święta Odrodzenia Polski (obchodzonego 22 lipca).
Ostatnie wpisy do księgi w okresie PRL dokonano w 1989, a rok później w 1990 nie kontynuowano tej tradycji.

## 1976
Uchwałą Egzekutywy Komitetu Wojewódzkiego PZPR w Krośnie z 6 lipca 1976 zostało wpisanych do „Księgi zasłużonych dla województwa krośnieńskiego” pierwszych 30 osób, którzy rzetelną pracą wnieśli szczególnie duży wkład w realizację zadań społeczno-produkcyjnych w rozwój województwa krośnieńskiego:
Robert Barzyk (Przysieki), Zygmunt Bialik (Osiek Jasielski), Michał Bochorski, Bronisław Boczar, Michał Chudy (Ustrzyki Dolne), Maksymilian Dąbrowski (Brzozów), Marian Dąbrowski (Komańcza), Dominik Drewniak (Lutowiska), Władysław Glazar (Krosno), Maria Huk (Lesko), Walter Jaskółka (Morochów), Lesław Kawczyński (Sanok), Stanisław Kiczek, Karol Lenik (Rogi), Jan Malikowski (Jasło), Bronisław Mastej (Jasło), Edward Markiewicz (Miejsce Piastowe), Władysława Niemiec (Krosno), Adam Polak (Krosno), Adam Rąpała (Sanok), Zofia Skołozdro (Sanok), Jan Skulich (Sanok), Stanisław Styś (Krosno), Tadeusz Ślawski (Biecz), Zdzisław Świerkot (Sanok), Stanisław Wais, Izydor Węgrzyniak (Łączki Jagiellońskie), Ignacy Wojciechowski (Krosno), Władysław Wojtowicz (Wydrna), Julian Ziobro (Krosno).
Prócz tego decyzją Egzekutywy KW PZPR w Krośnie wpisano do „Księgi zasłużonych dla województwa krośnieńskiego” pochodzące z Podkarpacia osoby wcześniej wpisane do „Księgi zasłużonych dla województwa rzeszowskiego”:
Stanisław Gawor (Krosno), Kazimierz Granat (Sanok), Władysław Gut (Sanok), Franciszek Janocha (Jasło), Franciszek Michanczyk (Grabownica), Władysław Potwora (Jasło), Jadwiga Sarama (Sanok), Edward Szewczak (Krosno), Stanisław Szkutnik (Jasło), Mieczysław Trześniak (Jasło), Maria Turczyńska (Krosno), Józefa Wanat (Ustrzyki Dolne), Władysław Wojnarowicz (Targowiska).
Uroczystość odbyła się w sali obrad KW PZPR w Krośnie 20 lipca 1977.

## 1977
Uchwałą Egzekutywy Komitetu Wojewódzkiego PZPR w Krośnie z 1977 zostało wpisanych do „Księgi ludzi zasłużonych dla województwa krośnieńskiego” 30 osób, działacze społeczni partii i stronnictw politycznych, ludzie pracy ze wszystkich środowisk zawodowych przodujący w wykonywaniu swoich obowiązków:
Otylia Bednarczyk (Ustrzyki Dolne), Józef Bryndza (Zagórz), Michał Chwiej (Solina-Myczkowce), Józef Cisowski (Krosno), Tomasz Dębiński (Baligród), Stanisława Fuczek (Bieździedza), Władysław Gosztyła (Domaradz), Władysław Granat (Lutowiska), Władysław Jagielski (Jasło), Zygmunt Jurczak (Krosno), Edward Kolbusz (Kołaczyce), Tadeusz Koryga (Libusza), Kazimierz Kraczkowski (Sanok), Franciszek Kraus (Krosno), Kazimierz Kwaśnicki (Iwonicz-Zdrój), Franciszek Longawa (Bóbrka), Stanisława Majka (Jasło), Anna Mazur (Nowy Żmigród), Roman Ofiarski (Jasło), Edward Ostrowski (Grabownica), Józef Pelc (Jasło), Józef Pelczar (Krosno), Jan Przybyła (Bajdy), Józef Rugała (Czystogarb), Jan Szelc (Krosno), Antoni Szerląg (Bierówka), Władysław Szpiech (Wara), Helena Szubra (Krosno), Antonina Tarnawczyk (Zboiska), Zygmunt Wojtunik (Dębowiec).
Uroczystość odbyła się 20 lipca 1977 w siedzibie KW PZPR w Krośnie.

## 1978
Uchwałą Egzekutywy Komitetu Wojewódzkiego PZPR w Krośnie z 13 lipca 1978 zostało wpisanych do „księgi ludzi zasłużonych dla województwa krośnieńskiego” 30 osób, doceniając ofiarność w pracy zawodowej i społecznej oraz dotychczasowy wybitny wkład w rozwój społeczno-gospodarczy województwa krośnieńskiego: 
August Baran (Krosno), Anna Bednarczyk (Wola Sękowa), Stanisław Bemben (Manasterzec), Kazimierz Błaż (Brzozów), Andrzej Borek (Sanok), Franciszek Bosak (Jasło), Władysław Buczek (Wara), Bolesław Czechowski (Turze Pole), Władysław Dubis (Jedlicze), Adam Glazur (Krosno), Janina Grochowska (Ustrobna), Witold Janiczek (Krosno), Emil Jerzyk (Dobrucowa), Stanisław Kadyi (Jasło), Michał Karpiak, Wiktor Łącki (Krosno), Stanisław Makowski (Jasło), Józef Mazur (Posada Jaćmierska), Władysław Mendys (Jasło), Michał Michalski (Gorzyce), Maksymilian Mojak (Krosno), Wacław Pietrzak (Dukla), Piotr Przyboś (Bukowsko), Mieczysław Sobiecki (Łęgi), Olga Sokół (Lubatowa), Julian Sowa (Barycz), Zdzisław Szałankiewicz (Sanok), Tadeusz Walewski (Rzepedź), Stanisław Witkoś (Moderówka), Karolina Wójtowicz (Biecz).
Uroczystość odbyła się 18 lipca 1978 w sali konferencyjnej KW PZPR w Krośnie (po raz trzeci).

## 1979
Uchwałą Egzekutywy Komitetu Wojewódzkiego PZPR w Krośnie z 21 czerwca 1979 zostało wpisanych do „księgi ludzi zasłużonych dla województwa krośnieńskiego” 30 osób za dotychczasowy wybitny wkład w rozwój społeczno-gospodarczy regionu:
Antoni Bal (Krosno), Helena Bańczak (Zagórz), Andrzej Bożek (Jedlicze), Jerzy Dąbrowski (Krosno), Maria Filipczak (Sanok), Tadeusz Florian (Sanok), Marian Gromkiewicz (Jedlicze), Tadeusz Guzik (Krosno), Władysław Hap (Tarnowiec), Adolf Jakubowicz (Rzeszów), Wanda Jasłowska (Krosno), Stanisław Kochanek (Krosno), Anna Kruczkowska (Rymanów), Mieczysław Michalec (Binarowa), Ryszard Mielniczek (Solina), Marian Piechnik (Średnia Wieś), Władysław Piejko (Nozdrzec), Jan Radoniewicz (Jasło), Andrzej Rak (Brzyska), Józef Rygiel (Rymanów), Jan Stypuła (Krościenko Wyżne), Ludwik Such (Krosno), Stanisław Śnieżek (Jasienica Rosielna), Józef Tomczyk (Jałowe), Wojciech Trybek (Biecz), Kamil Trzciński (Dukla), Stanisława Urbanek (Korczyna), Czesław Zięba (Jasło), Katarzyna Żmuda (Stara Wieś), Marian Żuchowicz (Jasło).
Uroczystość odbyła się 19 lipca 1979 w Krośnie (po raz czwarty od utworzenia województwa krośnieńskiego).

## 1980
Uchwałą Egzekutywy Komitetu Wojewódzkiego PZPR w Krośnie z 10 lipca 1980 zostało wpisanych do „księgi ludzi zasłużonych dla województwa krośnieńskiego” 30 osób za rzetelną pracę, szczególny wkład w realizację zadań społeczno-gospodarczych i dymamiczny rozwój Podkarpacia:
Hieronim Berezowski (Haczów), Edward Biegański (Krosno), Zofia Bogacz (Równe), Franciszek Dziura (Jedlicze), Zdzisław Florczak (Krosno), Mieczysław Jachym (gmina Czarna), Michalina Jasińska (Jasło), Ignacy Kiresztura (Lipie), Zofia Kowalczyk (Górki), Helena Pelczar (Korczyna), Józef Rajchel (Iwonicz-Zdrój), Stanisław Sidor (Wojtkowa), Julia Stabryła (Jurowce), Stanisław Stach (Ustrzyki Dolne), Tadeusz Stygar (Ustrzyki Dolne), Mieczysław Szpotko (Krosno), Stanisław Witowski (Jasło), Stanisław Wierzbicki (Cisna), Paweł Wolski (Pagorzyna), Edward Żmigrodzki (Jasło).
Uroczystość odbyła się 18 lipca 1980 w Krośnie (po raz piąty).

## 1981
Postanowieniem Prezydium Wojewódzkiej Rady Narodowej w Krośnie z 7 lipca 1981 na wniosek Sekretariatu Wojewódzkiego Komitetu Frontu Jedności Narodu zostało wpisanych do „Księgi zasłużonych dla województwa krośnieńskiego” 20 osób za ofiarność w pracy zawodowej i społecznej oraz dotychczasowy wkład społeczno-gospodarczy województwa krośnieńskiego:
Czesław Borczyk (Sanok), Stefania Brzeżawska (Sanok), Stanisław Cichy (Jasło), Tadeusz Ciombor (Lesko), Franciszek Cisowski (Krosno), Mikołaj Czawa (Lesko), Adam Gadomski (Sanok), Michał Grudysz (Krosno), Roman Hasiak (Biecz), Stanisław Kociuba (Ropienka), Andrzej Kozielec (Kobylany), Władysław Krowiak (Wesoła), Stanisław Kula (Jasło), Barbara Morawska (Ustrzyki Dolne), Jadwiga Moskal (Krosno), Janina Petryńska (Krosno), Stefan Stefański (Sanok), Genowefa Szerląg (Jasło), Władysław Szerląg (Warzyce), Marian Ziobro (Krosno).
Uroczystość odbyła się 21 lipca 1981 w Urzędzie Wojewódzkim w Krośnie.

## 1982
Postanowieniem Prezydium Wojewódzkiej Rady Narodowej w Krośnie z 1982 zostało wpisanych do „Księgi zasłużonych dla województwa krośnieńskiego” 22 osoby za ofiarność w pracy zawodowej i działalności społecznej:
Józef Bochenek (Moderówka), Ryszard Borowiec (Sanok), Zygmunt Brzana (Odrzechowa), Stanisław Drąg (gmina Czarna), Bronisław Froń (Brzozów), Helena Fuk (Biecz), Bolesław Gałuszka (Krosno), Janina Górska (Brzozów), Adolf Jakubowicz (Krosno), Hieronim Krawczyński (Lesko), Tadeusz Kubit (Krosno), Czesław Leosz (Jasło), Józef Paluchniak (Świerchowa), Stanisław Piśmienny (Jasło), Józef Rzepa (Skołyszyn), Jan Sajdak (Iwonicz/Krosno), Stanisław Solan (Lesko/Solina), Józef Sołtysik (Rymanów), Józef Wil (Krosno), Fryderyk Winnicki (Krosno), Tadeusz Wierzbicki (Bieszczady), Franciszek Wójtowicz (Krosno).
Uroczystość odbyła się 20 lipca 1982 w Urzędzie Wojewódzkim w Krośnie.

## 1983
Postanowieniem Prezydium Wojewódzkiej Rady Narodowej w Krośnie z 12 lipca 1983, na wniosek Komitetu Wykonawczego Rady Wojewódzkiej Patriotycznego Ruchu Odrodzenia Narodowego, zostało wpisanych do „Księgi zasłużonych dla województwa krośnieńskiego” 20 osób doceniając ofiarność w pracy zawodowej i społecznej oraz dotychczasowy wkład w rozwój społeczno-gospodarczy województwa krośnieńskiego:
Stanisław Bal (Nowy Żmigród), Stanisław Dobrowolski (Biecz), Henryk Gubernat (Siepietnica), Kazimierz Haligowski (Krosno), Czesław Jastrzębski (Jabłonica Polska), Stanisław Kołat (Odrzechowa), Zbigniew Kubas (Brzozów), Władysław Kurzępa (Krosno), Jan Magnowski (Jasło), Bronisław Motkowicz (Gąsówka), Kazimierz Murman (Iwonicz-Zdrój), Stefania Pająk (Jedlicze), Józef Pelczar (Korczyna), Franciszek Półchłopek (Odrzykoń), Aleksander Rybicki (Sanok), Bolesław Serwatka (Lesko), Wiesław Skałkowski (Sanok), Bronisław Skotnicki (Krosno), Józef Warchoł (Jasło), Jan Wąsik (Jasło).
Uroczystość odbyła się 20 lipca 1983 w Urzędzie Wojewódzkim w Krośnie.

## 1984
Postanowieniem Prezydium Wojewódzkiej Rady Narodowej w Krośnie z 13 lipca 1984, na wniosek Komitetu Wykonawczego Rady Wojewódzkiej Patriotycznego Ruchu Odrodzenia Narodowego, zostało wpisanych do „Księgi zasłużonych dla województwa krośnieńskiego” 40 osób:
Stanisław Błażowski (Zagórz), Jan Czajkowski (lekarz), Józef Czajkowski (Krosno), Jan Dobosz (Sanok), Kazimierz Dobrowolski (Rymanów), Władysław Dudzik (Olszanica), Eugeniusz Dydacki (Olszanica), Kazimierz Huzar (Jasło), Stanisław Jurusik (Lipinki), Stanisław Klocek (Jasło), Józef Kobla (Krosno), Władysław Koszela (Jasienica Rosielna), Józef Kowalski (Brzozów), Kazimierz Kuliga (Korczyna), Stanisław Kulikowski (Krosno), Ludwik Kulon (Siedliska), Antoni Kurek (Chorkówka), Anna Kwolek (Korczyna), Bolesław Król (Sanok), Marian Libuszewski (Dębowiec), Antoni Łapka (Jedlicze), Stanisław Maciąg (Kołaczyce), Łukasz Mazur (Nowy Żmigród), Gerard Nadymus (Nowy Żmigród), Józef Nowacki (Żarnowiec), Konstanty Pawiński (Komańcza), Marian Pepera (Jasło), Józef Petka (Bezmiechowa), Stanisław Pisz (Skołyszyn), Jan Piotrowski (Skołyszyn), Stanisław Pomprowicz (Krosno), Michał Rymarz (Jasło), Władysław Skopiński (Lesko), Maria Stelmach (Żarnowiec), Bronisław Szajna (Milcza), Kazimierz Szepelak (Krosno), Marian Szumlas (Jasło), Bolesław Sygnarski (Dukla), Adam Wydro (Jasło), Jan Żak (Krosno).
Uroczystość odbyła się 20 lipca 1984 w Urzędzie Wojewódzkim w Krośnie.

## 1985
Postanowieniem Prezydium Wojewódzkiej Rady Narodowej w Krośnie z 17 lipca 1985, na wniosek Komitetu Wykonawczego Rady Wojewódzkiej Patriotycznego Ruchu Odrodzenia Narodowego,  zostało wpisanych do „Księgi zasłużonych dla województwa krośnieńskiego” 21 osób doceniając ofiarność i wyniki w pracy zawodowej i społecznej oraz dotychczasowy wkład w rozwój społeczno-gospodarczy województwa krośnieńskiego:
Jan Baran (Krosno), Aleksander Bartnicki (Biecz), Władysław Cetnarowicz (Jasło), Zbigniew Dańczyszyn (Sanok), Ryszard Froń (Brzozów), Edward Fularz (Krosno), Bronisław Gałuszka (Chrząstówka), Władysław Ginalski (Jedlicze), Jan Kafara (Sanok), Adela Kolanko (Głowienka), Mieczysław Lawera (Tarnowiec), Roman Lenar (Jasło), Edward Ligęza (Lesko), Jolanta Pomykała (Sanok), Stanisław Rysz (Komańcza), Marian Samborski (Lesko), Bolesław Semczyk (Zagórz), Kazimierz Sojka (Ustrzyki Dolne), Jan Widziszewski (Zręcin), Franciszek Wilk (Krosno), Edward Zając (Sanok).
Uroczystość odbyła się 19 lipca 1985 w Urzędzie Wojewódzkim w Krośnie.

## 1986
Postanowieniem Prezydium Wojewódzkiej Rady Narodowej w Krośnie z 9 lipca 1986 zostało wpisanych do „Księgi zasłużonych dla województwa krośnieńskiego” 25 osób doceniając ofiarność w pracy zawodowej i społecznej oraz dotychczasowy wkład w rozwój społeczno-gospodarczy województwa krośnieńskiego:
Antoni Bogdanowicz (Jasło), Jerzy Czajkowski (Sanok), Tadeusz Czapla (Wola Sękowa), Franciszek Daś (Ustrzyki Dolne), Józef Drwięga (Sanok), Ferdynand Dubiel (Jedlicze), Franciszek Król (Baligród), Teresa Lachowska (Kryg), Liliana Mizgalska (Iwonicz-Zdrój), Jan Orzechowicz (Wrocanka), Józef Podkulski (Skołyszyn), Zbigniew Przybyszowski (Jasło), Walenty Sieniawski (Zagórz), Wilhelm Stanisz (Krosno), Jan Sypień (Bieździedza), Antoni Świątek (Korczyna), Tadeusz Szarek (Jasienica Rosielna), Ryszard Szczurek (Krosno), Stanisław Szul (Besko), Kazimierz Szwast (Jasło), Józef Urbanek (Odrzykoń), Tadeusz Walczak (Brzozów), Józef Wojnarowicz (Jasło), Tadeusz Wróblewski (Lesko), Janina Zając (Brzozów).
Uroczystość odbyła się 18 lipca 1986 w Urzędzie Wojewódzkim w Krośnie.

## 1987
Postanowieniem Prezydium Wojewódzkiej Rady Narodowej w Krośnie z 8 lipca 1987 zostało wpisanych do „Księgi zasłużonych dla województwa krośnieńskiego” 20 osób doceniając ofiarność w pracy zawodowej i społecznej oraz dotychczasowy wkład w rozwój społeczno-gospodarczy województwa krośnieńskiego:
Kazimierz Barud (Krosno), Tadeusz Blicharczyk (Odrzykoń), Kazimierz Błaż (Cisna), Jadwiga Cząstka (Krosno), Marian Dubiel (Krosno), Zdzisław Fogielman (Krosno), Stanisław Glac (Krasna), Antoni Gruba (Komańcza), Karol Kenar (Sanok), Lesław Magrysiewicz (Ustrzyki Dolne), Adolf Marczak (Krosno), Władysław Miśkowicz (Krempna), Jan Piątek (Skalnik), Eugeniusz Pleśniak (Krosno), Barbara Polityńska (Sanok), Ludwik Romaniak (Sanok), Aleksander Strugała (Jasło), Jan Wójtowicz (Brzozów), Saturnin Zajdel (Krosno), Adam Żygłowicz (Kołaczyce).
Uroczystość odbyła się 21 lipca 1987 w Urzędzie Wojewódzkim w Krośnie.

## 1988
Postanowieniem Prezydium Wojewódzkiej Rady Narodowej w Krośnie 22 czerwca 1988 zostało wpisanych do „Księgi zasłużonych dla województwa rzeszowskiego” 20 osób, doceniając ofiarność w pracy zawodowej i społecznej oraz dotychczasowy wkład w rozwój społeczno-gospodarczy województwa krośnieńskiego:
Stefan Antoń (Krosno), Irena Becla (Trzcinica), Bronisław Burek (Krosno), Edward Brzostowski (Dębica), Bronisław Biesiada (Brzozów), Kazimierz Dereń (Dzielec), Krzysztof Duciak (Ustrzyki Dolne), Zofia Ekiert (Rogi), Eugeniusz Felchner (Krosno), Wacław Gubernat (Siepietnica), Józef Jędrzejec (Ustrzyki Dolne), Jan Kordela (Sanok), Józef Kusiba, Stanisław Mackoś (gmina Chorkówka), Władysław Niemczyk (Besko), Kazimierz Rozpara (Jasło), Jerzy Steciak (Barwinek), Maria Smulska (Zagórz), Michał Wąsik (Krosno).
Uroczystość odbyła się 21 lipca 1988 podczas sesji WRN w Krośnie.

## 1989
Postanowieniem Prezydium Wojewódzkiej Rady Narodowej w Krośnie z 5 lipca 1989 zostało wpisanych do „Księgi zasłużonych dla województwa rzeszowskiego” 20 osób, doceniając ofiarność w pracy zawodowej i społecznej oraz dotychczasowy wkład w rozwój społeczno-gospodarczy województwa krośnieńskiego:
Jerzy Breitkopf (Warszawa), Jan Cygan (Rymanów), Władysław Depczyński (Jasło), Aleksander Dubiel (Wzdów), Ludwik Grzybowski (Lesko), Michał Jedziniak (Zagórz), Józef Jedziniak (zatrudn. w Barwinku), Józef Kardasz (Polańczyk), Marian Klechowski (Krosno), Kazimierz Klimek (gmina Bukowsko), Józef Kusiba (Krosno), Tadeusz Kwilosz (Dębowiec), Franciszek Labut (Skołyszyn), Mieczysław Leja (Krosno), Zdzisław Mazur (Krosno), Stanisław Nowakowski (Warszawa), Tadeusz Pac (Brzezówka), Eugeniusz Pilszak (Lesko), Antoni Reiss (Krosno), Władysław Stefanik (Krosno), Danuta Szczurowska (Tyrawa Wołoska), Jan Śliż (Zagórz), Witold Świdrak (Krosno), Augustyn Woźniak (Krosno).
Uroczystość odbyła się 21 lipca 1989 w Urzędzie Wojewódzkim w Krośnie.